# Pingo-Ruine

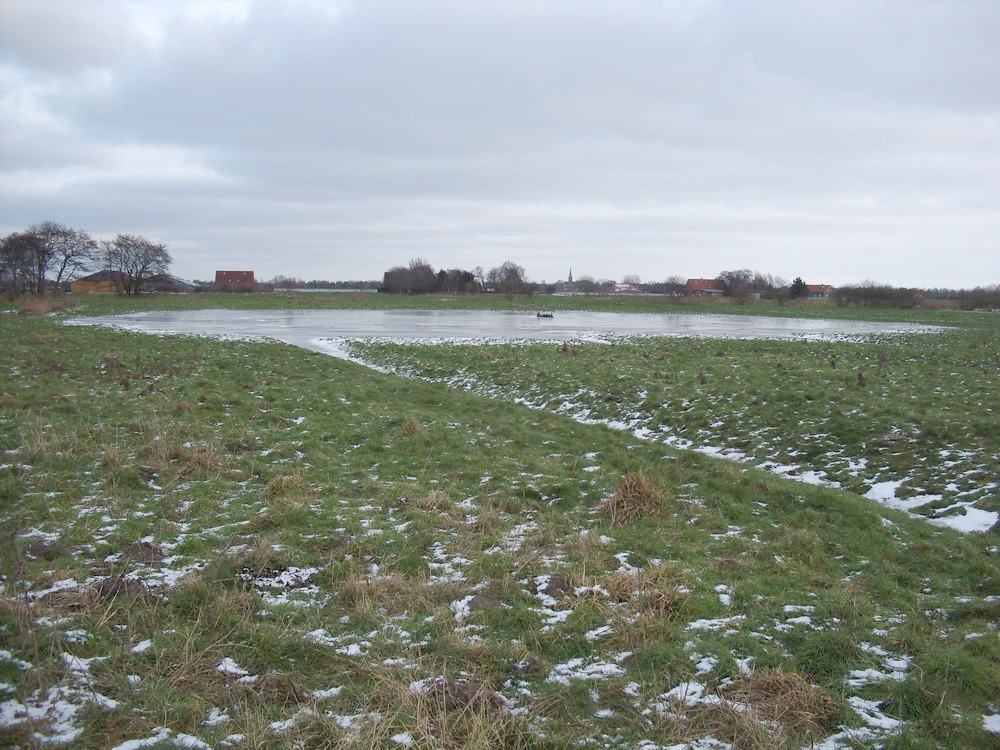
Pingo-Ruine westlich von Esens, Niedersachsen

Mit dem Begriff Pingo-Ruine (oder auch fossiler Pingo) wird der Überrest eines kollabierten Pingo bezeichnet. Die Bezeichnung Pingo stammt aus dem Inuit und bedeutet „Hügel“ oder „schwangere Frau“. Das Schmelzen des Eiskerns führt dazu, dass sich der zuvor gegenüber der Umgebung erhöht liegende Pingo zu einer kreisrunden bis leicht ovalen Bodenvertiefung umformt, die von einem mehr oder minder großen Erdwall umgeben ist. Der Wall kann allerdings durch Erosion abgetragen werden oder in die Mulde absinken. In diesen Mulden lagern sich organische Stoffe und durch Wind oder Grundwasser eingetragene mineralische Stoffe ab. Abhängig vom weiter steigenden Grundwasserspiegel bildet sich dann in der Hohlform ein Moor, wobei je nach dem Nährstoffgehalt alle verschiedenen Formen von Mooren auftreten können.

## Pingo
Ein Pingo ist ein Erdhügel, der in seinem Inneren aus einem Eiskern besteht. Grundvoraussetzung für die Entstehung eines Pingos ist das Vorhandensein von Permafrost, einer Wasserquelle, aus der sich der Eiskern des Pingo speist, sowie einem Druckgradienten, der die Versorgung bereitstellt. Der Eiskern wird durch Grundwasser oder Wasser im Talik gespeist und wächst auf diese Weise immer weiter und drückt so die über dem Eiskern befindliche Erdschicht nach oben. Schmilzt dieser Eiskern, fällt der Pingo in sich zusammen und bildet eine kreisförmige Mulde im Boden, die von einem Erdwall, der aus heruntergerutschtem Sedimentmaterial besteht, umgeben ist.

## Fundorte
Pingo-Ruinen sind typische Bodenformen in (ehemaligen) Permafrostgebieten. Man findet sie zum Beispiel in der Subantarktis, in Grönland, in Nordamerika, in Nordsibirien, auf Spitzbergen und in Nordskandinavien. Die weltweit höchste Dichte an Pingo-Ruinen pro km² weisen Grönland, gefolgt von dem Mackenzie-Delta und der Region Yukon in Kanada, der Region Interior Alaska in Alaska sowie in Mitteleuropa den Regionen Drenthe in den Niederlanden und Ostfriesland in Deutschland auf (zum Beispiel das Frauenmeer).

## Identifizierung und Altersbestimmung von Pingo-Ruinen
Im Laufe der wissenschaftlichen Erforschung von Pingo-Ruinen wurden von verschiedenen Forschern noch heute gültige Kriterien zur Identifizierung von Pingo-Ruinen festgelegt:
- Der Durchmesser der Pingo-Ruine beträgt mindestens 25 Meter und sie ist mindestens 1,5 Meter tief.[5][6]
- Der Untergrund der Vertiefung liegt unterhalb der Geländetopografie und besteht aus Material, das für Grundwasser ausreichend durchlässig ist.[5][6]
- Pingo-Ruinen haben eine ovale bis runde Form.[7]
- Ein Wall oder zumindest ein Teil eines Walls umgibt die Pingo-Ruine.[5][6][7]
- Pingo-Ruinen befinden sich an Abhängen von bis zu 5 % Gefälle oder auf flachen Böden.[5][6]
- Pingo-Ruinen sind in Bereichen mit Permafrost-Phänomenen entstanden.[5][6]
- Die Seiten der Erosionsform stellen steile Abhänge dar.[7]
- Die Vertiefungen sind mit Torf oder anderem organischen Material gefüllt.[7]
- Pingo-Ruinen stammen aus der Weichselzeit des Permafrostes.[5][6]

Gerade in eng besiedelten Gebieten, die bereits lange Zeit nicht mehr zu Permafrostgebieten gehören, ist das Merkmal des Randwalls nicht immer zu beobachten. Dieser kann im Laufe der Zeit durch Erosion oder künstlich, durch Menschen, abgetragen worden sein. Zudem kommen heute zusätzliche technische Verfahren zur Altersbestimmung und Identifizierung von Pingo-Ruinen zum Einsatz. Das sind zum Beispiel Luftbild- und Satellitenaufnahmen, Produkte wie ArcGIS, Probebohrungen, Pollenanalysen und Altersbestimmungen organischer Proben anhand der Methode des Glühverlustes.

## Entstehung von Pingo-Ruinen

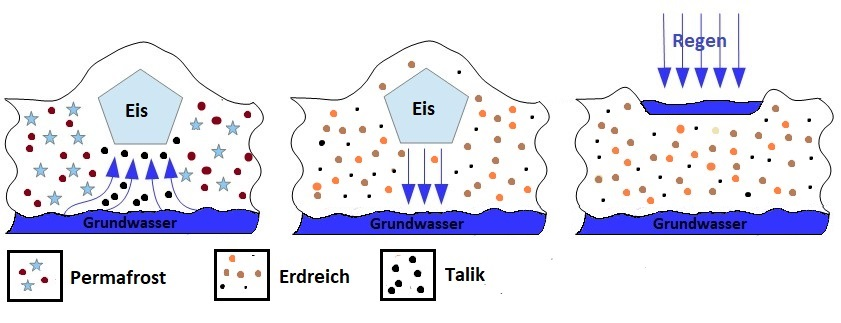
Pingo (Ost-Grönland-Typ): schematische Darstellung der Entwicklung eines Pingos bis zum fossilen Pingo (Pingo-Ruine)

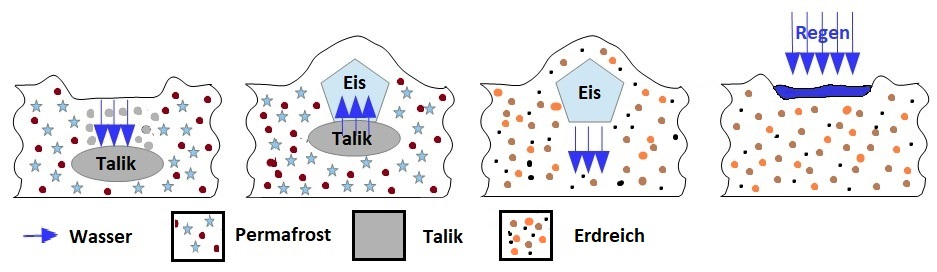
Pingo (Mackenzie-Typ): schematische Darstellung der Entwicklung eines Pingos bis zum fossilen Pingo (Pingo-Ruine)

Grundsätzlich bestehen mehrere Möglichkeiten die zum Zusammenbruch eines Pingos, egal welches Typs, führen können.

### Rückgang des Permafrost
Der Rückgang des Permafrostes und damit einer Überschreitung der, für den Erhalt des Pingos benötigten Bodentemperaturen von 0 °C bis −2 °C führt dazu, dass sich der Eiskern langsam auflöst. Das Schmelzwasser wird dann sowohl durch Risse und Öffnungen im Mantel des Pingos als eventuell auch nach unten versickern und der Pingo bricht langsam in sich zusammen. Zurück bleibt eine Vertiefung im Boden, die von einem, durch heruntergerutschtem Sedimentmaterial bestehenden Randwall, umgeben ist. Findet der Prozess des Abschmelzens des Erdwalls sehr schnell statt, kann es passieren, dass der Pingo sehr schnell in sich zusammenfällt und er keine oder nur sehr geringe topografische Spuren hinterlässt.

### Mechanisches Versagen des Pingos
Der Eiskern des Pingo wächst durch die stetige Wasserzufuhr immer weiter. Ab einen bestimmten Punkt ist er so mächtig, dass die ihn bedeckende Sedimentschicht aufreißt und sich Dilatation-Risse bilden. Dadurch ist der Eiskern der Sonneneinstrahlung ausgesetzt und beginnt zu tauen. Solches mechanisches Versagen des Pingos kann auch in Zonen des Permafrost vorkommen. Zudem kann es zur Deformation des Eiskerns, kommen. Grundlegend gibt es 3 Varianten wie mechanisches Versagen zum Zusammenbruch des Pingos und damit zu einer Pingo-Ruine führen kann.

#### Summit failure (Gipfeldilatation)
Voraussetzung hierfür ist, dass der Durchmesser des Pingos schon früh festliegt und das größte Teil des Wachstums des Pingos in seiner Höhe liegt. Dabei kommt es am Gipfel, dort wo das Sedimentmaterial durch die Ausdehnung in die Höhe am dünnsten ist, zu einem Dilatationssprung (Gipfelriss). Wächst der Pingo weiter, kann sich ein sogenannter Pingo-Krater bilden. Die Risse können sich auch in den Eiskern des Pingos fortsetzen.

#### Circumferential failure (radiale Dilatationsrisse)
In der Regel entstehen diese radialen Risse nach den Gipfelrissen. Sie entstehen, wenn der Umfang des Pingos schneller als seine Höhe zunimmt. Viele dieser radial, hangabwärts verlaufenden Risse gehen über die Peripherie des Pingos hinaus (teilweise bis in benachbarte Seeflächen, wo sie Eiskeile bilden). Auch sie legen den Eiskern des Pingos frei.

#### Hydrofractures and peripheral failure (Hydrofraktur und Peripherie-Versagen)
Die Bildung ist von einer Vielzahl von Faktoren des den Pingo umgebenden Materials abhängig, wie zum Beispiel den Bodentemperaturen, der Form des Pingos oder dem Material des Bodens. Sie entstehen überwiegend an der Peripherie der Wasserlinse. Von dort breiten sich die Risse in die Umgebung und nach oben in den Eiskern des Pingos aus.

## Kulturhistorische Bedeutung
Verschiedene Funde legen nahe, dass Pingo-Ruinen, adäquat zu den Mardellen des Gipskeuper, von Menschen zu verschiedenen Zeiten und Zwecken genutzt wurden. Bei Untersuchungen verschiedener Pingo-Ruinen im Rahmen eines durch die Universität Utrecht betreuten Projektes wurde bei einer Bohrung in einer Pingo-Ruine in Mamburg bei Esens Keramik aus der römischen Kaiserzeit in 50 cm Tiefe gefunden. Ebenso konnte in diesem Projekt nachgewiesen werden, dass die mittelalterliche Dorfanlage in Timmel (Landkreis Aurich) im Wesentlichen auf dem Randwall einer Pingo-Ruine angelegt wurde. Stellenweise wurde im 19. und 20. Jahrhundert aus den Pingo-Ruinen Brenntorf gewonnen. Zahlreiche Pingo-Ruinen wurden durch Absenken des Grundwasserspiegels und Aufbringen einer Sandschicht landwirtschaftlich nutzbar gemacht, vor allem als Grünland oder Mähwiese. In einzelnen Fällen auch als Ackerland. Des Weiteren wurden im Randwall einer Pingo-Ruine Artefakte des Mesolithikums gefunden. Weitere Hinweise auf eine frühe Siedlungsgeschichte im Umfeld von Pingo-Ruinen liefern entsprechende Pollenanalysen.